# Christopher Creek
Christopher Creek es un lugar designado por el censo ubicado en el condado de Gila en el estado estadounidense de Arizona. En el Censo de 2010 tenía una población de 156 habitantes y una densidad poblacional de 19,86 personas por km².

## Geografía
Christopher Creek se encuentra ubicado en las coordenadas 34°19′14″N 111°0′26″O / 34.32056, -111.00722. Según la Oficina del Censo de los Estados Unidos, Christopher Creek tiene una superficie total de 7.86 km², de la cual 7.86 km² corresponden a tierra firme y (0%) 0 km² es agua.

## Demografía
Según el censo de 2010, había 156 personas residiendo en Christopher Creek. La densidad de población era de 19,86 hab./km². De los 156 habitantes, Christopher Creek estaba compuesto por el 98.72% blancos, el 0% eran afroamericanos, el 0% eran amerindios, el 0.64% eran asiáticos, el 0% eran isleños del Pacífico, el 0% eran de otras razas y el 0.64% pertenecían a dos o más razas. Del total de la población el 5.77% eran hispanos o latinos de cualquier raza.